# Rothenhof (Rödental)
Rothenhof ist ein Stadtteil der oberfränkischen Stadt Rödental im Landkreis Coburg. Am 1. Januar 1971 gehörte Rothenhof neben den damaligen Gemeinden Einberg, Kipfendorf, Mönchröden, Oeslau und Unterwohlsbach zu den „Gründungsgemeinden“ Rödentals.

## Geographie
Rothenhof liegt etwa acht Kilometer nordöstlich von Coburg am südöstlichen Hang des Weinbergs. Gemeindeverbindungsstraßen gibt es nach Einberg und Kipfendorf.

## Geschichte
Rothenhof wurde 1452 erstmals urkundlich erwähnt. Güter und Rechte besaß das Kloster Mönchröden in Rothenhof.
Ein schmaler, unscheinbarer Zugangsweg verschonte den Ort im  Dreißigjährigen Krieg. Es gab in Rothenhof ein Rittergut mit einem Schloss, dessen Besitzer in den Jahrhunderten wiederholt wechselten. Letzte Herren von Rothenhof wurden 1743 die von Schönstadt und Rauhaupt. 1783 hatte das Dorf fünf Häuser, in denen 21 Erwachsene und 15 Kinder lebten. Im Jahr 1804 fiel das Rittergut an die Landesherrschaft zurück und wurde ein Kammergut des Herzogs Franz Anton, der das baufällige Schloss abtragen ließ. 1868 folgte der Verkauf der Grundstücke an die örtlichen Bauern.
Die Rothenhofer Kinder gingen ab dem 16. Jahrhundert im etwa drei Kilometer entfernten Einberg zur Schule. Später hatte das Dorf einen Präzeptor. Ab 1842 war wieder die Schule in Einberg zuständig, ehe 1875 Rothenhof und Kipfendorf aus dem Einberger Schulverband ausschieden und eine gemeinsame Schule in Kipfendorf errichteten. Ab 1908 hatten schließlich die Rothenhofer Schüler ein eigenes Schulhaus. Seit dem Beitritt zum Schulverband Einberg 1967 fahren die Schüler mit dem Schulbus nach Einberg.
1875 wurden die Freiwillige Feuerwehr, 1891 der Turnverein, 1904 der Obst- und Gartenbauverein und 1920 der Arbeiter-Gesangverein gegründet.
In einer Volksbefragung am 30. November 1919 stimmten vier Rothenhofer Bürger für den Beitritt des Freistaates Coburg zum thüringischen Staat und 110 dagegen. Somit gehörte ab dem 1. Juli 1920 Rothenhof zum Freistaat Bayern.
Am 1. Januar 1971 schloss sich Rothenhof mit den Gemeinden Einberg, Kipfendorf, Mönchröden, Oeslau und Unterwohlsbach zur Einheitsgemeinde Rödental zusammen. 1987 umfasste das Dorf 368 Personen, 100 Wohngebäude und 131 Wohnungen.

## Einwohnerentwicklung
| Jahr | Einwohnerzahl |
| ---- | ------------- |
| 1783 | 36            |
| 1910 | 281           |
| 1933 | 297           |
| 1939 | 292           |
| 1950 | 355           |
| 1960 | 328           |
| 1969 | 386           |
| 2010 | 321           |